# قرية شهيد بهشتي (جهاد أباد كرمان)
قریة شهید بهشتي (بالفارسية: روستای شهید بهشتی) هي منطقة سكنية تقع في إيران في البلدة المركزية. يقدر عدد سكانها بـ 1048 نسمة بحسب إحصاء 2016.